# Семейный фильм
Семе́йный фильм (англ. Family film) — (псевдо) жанр кинопродукции, включающей художественные, мультипликационные и документальные фильмы и сериалы, которая рассчитана на заинтересованное восприятие одновременно различными возрастными группами обоих полов, и тем самым подходящая для просмотра фильма всей семьёй.

## Описание
При производстве семейных фильмов, по сравнению с детскими лентами, предпринимаются специальные усилия для того, чтобы расширить возможную аудиторию, причем не только по возрасту, но и географически. Необходимым условием для признания кино- или видеопроизведения семейным является отсутствие в нём материалов, которые будут сочтены неподходящими для детей. Существует, в частности, рейтинг PG-13, который не различает детские и семейные фильмы (его получили, например, такие фильмы, как «Доктор Дулиттл» и «Дом большой мамочки 2»). Если в фильме присутствует юмор, то он включает ситуации, смешные для детей, и остроумные шутки, способные вызвать смех у взрослых.
Существует развитая индустрия семейных фильмов, приносящая прибыль, оценивающуюся в миллиарды долларов в год. Такие ленты не только приносят доход, но и получают положительные отзывы кинокритиков: например, картина Стивена Спилберга «Инопланетянин» (1982) в декабре 2005 года по результатам опроса заняла первое место в списке «Ста лучших семейных фильмов».
В жанре семейных фильмов в ряде случаев можно выделить субжанры: музыкальный, мультипликационный, комбинированный — например, художественно-мультипликационный.

## Примеры семейных фильмов

### Игровые (художественные)
- «Четыре танкиста и собака»
- Серия фильмов «Пираты Карибского моря»
- Трилогия «Назад в будущее»
- «Няньки»
- «Один дома»
- Серия фильмов «Гарри Поттер»[6]
- Трилогия «Властелин колец»
- «Золушка»
- Серия фильмов «Хроники Нарнии»
- Трилогия «Хоббит»
- «Лемони Сникет: 33 несчастья»
- «Сказки на ночь»
- «Гравити Фолз»
- «Бинго Бонго»
- «С приветом по планетам»
- «Эта замечательная жизнь»
- «Волшебная страна»

#### С участием в главной роли животных
- Фильмы и сериалы с собакой породы колли с вымышленным именем Лесси;
- Телесериал с дельфином — «Флиппер», а также фильмы с ним; в сериале, например, показана красочная и богатая природа Южной Флориды, и красивые подводные съёмки;
- С «четвероногим главой семьи» — собакой-сенбернаром Бетховеном;
- «Марли и я»
- «Хатико: Самый верный друг»
- «Снежные псы»
- «Белый плен»

### Музыкальные
- «Оливер!»
- «Мэри Поппинс, до свидания»

### Мультипликационные
- «Смешарики»
- Фильмы студии Уолта Диснея[7]
- «Шрек»
- «Балто»

### Комбинированные

#### Художественно-мультипликационные
- «Кто подставил кролика Роджера»
- «Космический джем»
- «Золотой ключик»

#### Музыкально-мультипликационные
- «Жёлтая подводная лодка»[8]
- «Приключения капитана Врунгеля»